# Station Oostende

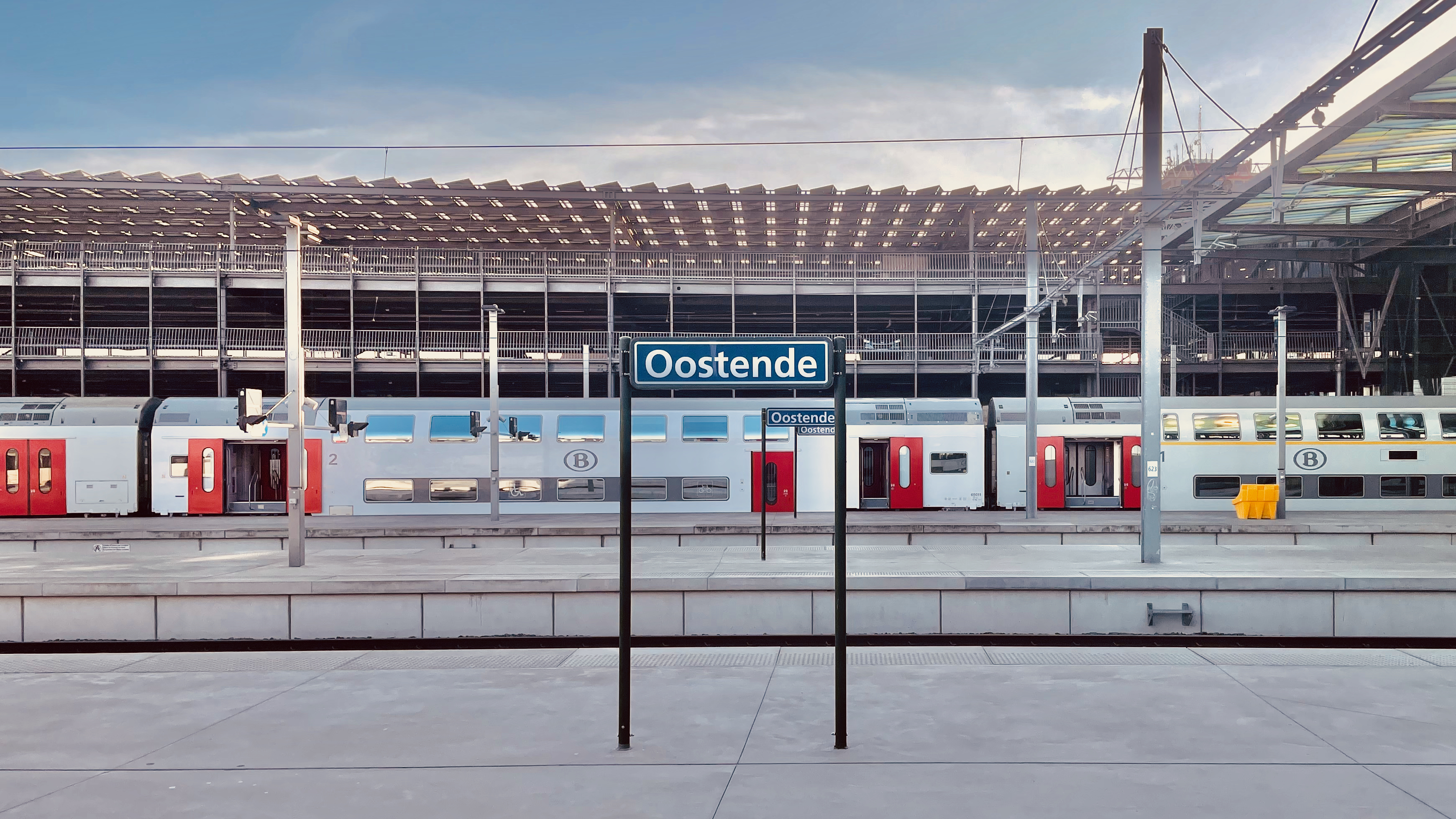
Naambord op een perron

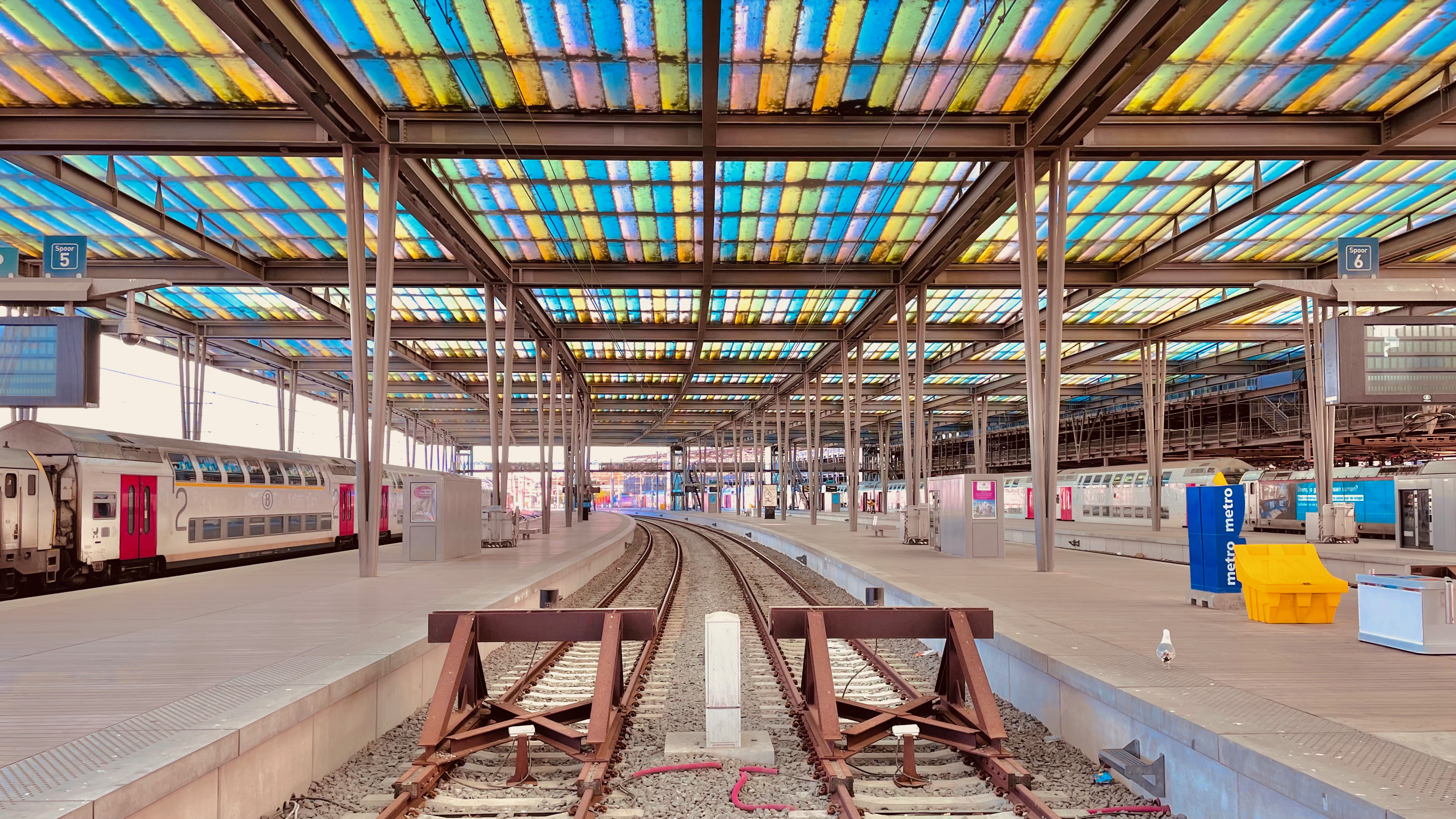
Zicht op de perrons

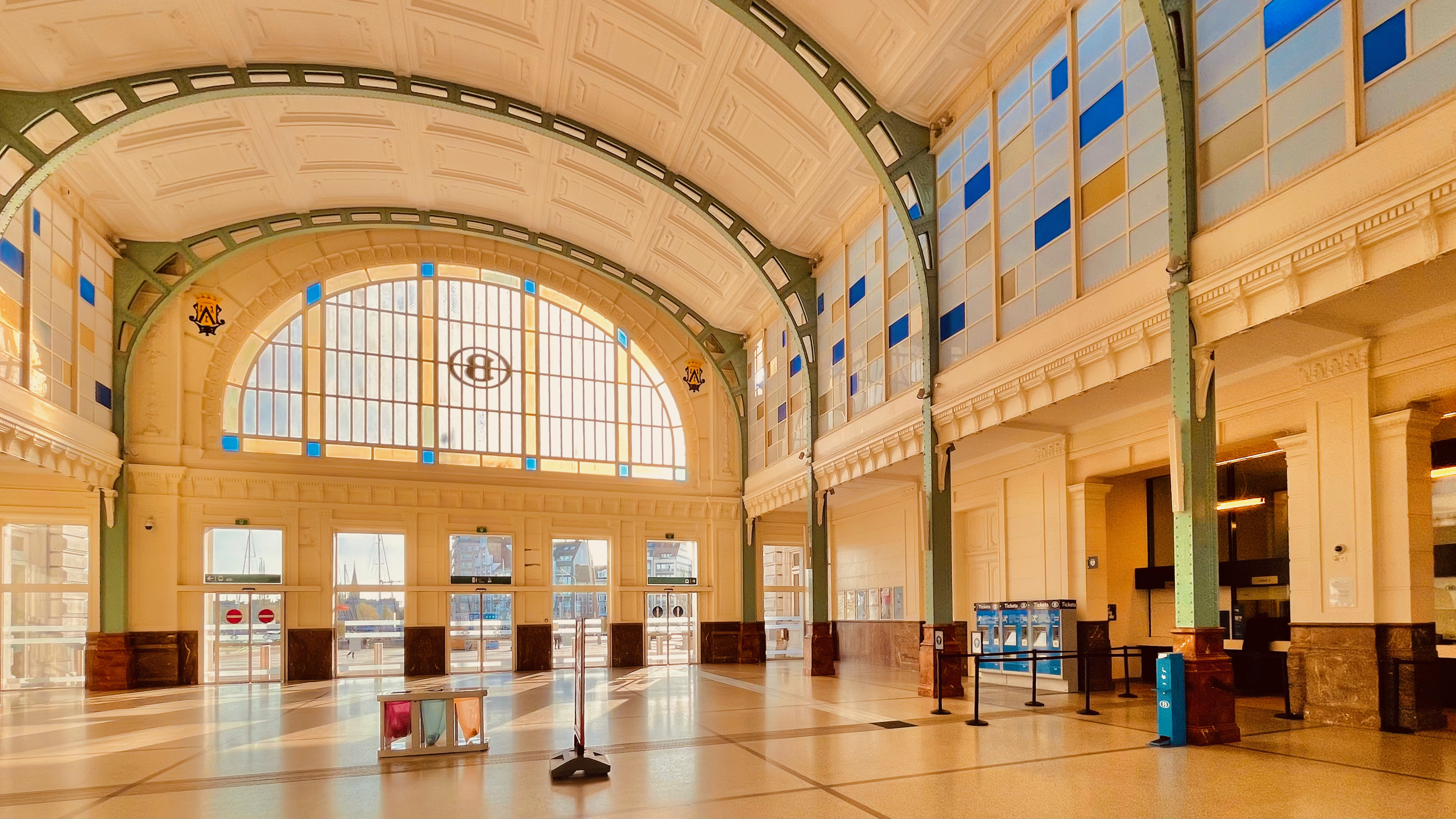
De stationshal

Station Oostende is het kopstation van spoorlijn 50A in de stad Oostende. Het is het belangrijkste station aan de Belgische Kust. In de zomer zijn er elke maand meer dan 250.000 reizigers. Het station, ook wel het kaaistation of zeestation genoemd, werd gebouwd in 1907-1913 naar ontwerp van P.J. Otten en Louis Seulen (Gent), architectes de Chemins de fer de l'Etat en uitgevoerd door aannemer Gebroeders Wittebort (Sint-Gillis, Brussel).
Van 1946 tot 1963 was er ook een verbinding langs spoorlijn 62 naar Torhout. Van 1868 tot 1946 sloot deze spoorverbinding enkel aan op het voormalige station Oostende-Stad.

## Geschiedenis

### Voormalig stationsgebouw
Het eerste stationsgebouw, een houten constructie werd gebouwd in 1904. Het gebouw deed dienst als verbinding tussen internationale treinverbindingen en de boot naar Dover.

### Huidige stationsgebouw
Het huidige stationsgebouw werd gebouwd in belle-époquestijl en vangt zowel treinreizigers als (vroeger) bootreizigers op. De constructie van het nieuwe kaaistation begon in 1910 en het gebouw werd op 1 augustus 1913 ingehuldigd. De belle-époquestijl was geïnspireerd op het classicisme van de Franse 17de-eeuwse architect François Mansart, met elementen van Lodewijk XVI-stijl en enkele art-nouveau-details. Het station werd gebouwd met blauwe hardsteen uit Zinnik, rode Schotse graniet en witte Franse euville. Het gebouw is momenteel geklasseerd.
De spoorwegarchitecten Otten, Franz Seulen en Joël Vandaele overspanden de centrale stationshal met een metaalstructuur die zichtbaar is in de voorgevel.
Twee zware, vooruitspringende, vierkante torengebouwen met piramidevormige dakbedekking bepalen het karakteristieke uitzicht van de voorgevel van het station. Een koepel met glaswerk en versierd met twee pinakels overspant met gietijzeren boogspant de ruimte tussen deze twee torens en vormt de wachtzaal voor de reizigers. Tussen de rechtse toren en de sporen werd een gelijkaardige koepel opgericht. Deze werd reeds in 1914 onherstelbaar vernield door het oorlogsgeweld.
De A-monogrammen in de gevel verwijzen naar de regeerperiode van koning Albert I. In het station is er ook een koninklijk salon (lange tijd het kantoor van de stationschef) en een hotel.
Hotel Terminus, gebouwd tussen 1907 en 1913, was in het begin een zeer groot succes. De treinen uit Centraal-Europa kwamen in die tijd vaak met veel vertraging aan, waardoor de reizigers de aansluiting met de boot naar Engeland misten. Hierdoor konden ze in Hotel Terminus overnachten om de volgende dag de boot te kunnen nemen. Het hotel bleef tot de jaren zestig operationeel, maar bleek door de toename van het aantal afvaarten per dag niet meer rendabel en werd gesloten. Het restaurant bleef tot in de jaren zeventig in gebruik.

### Voormalig station Oostende-Stad

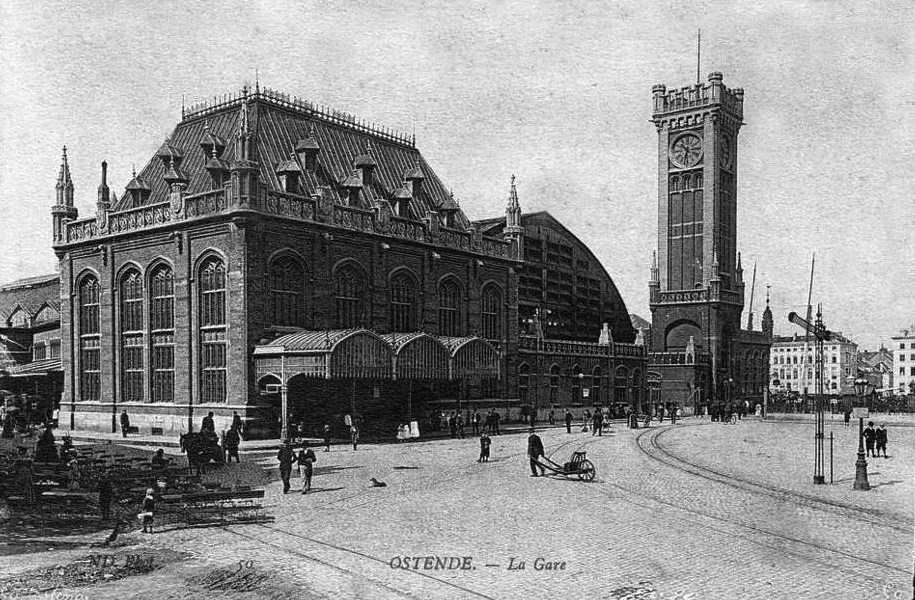
Het oude station van Oostende-Stad, van 1879 tot 1882 gebouwd door architect Félix Laureys.

Het voormalige station Oostende-Stad, voorheen gelegen aan het Ernest Feysplein − op de plaats waar een Delhaize-supermarkt ligt − was het eerste station in Oostende dat geopend werd op 28 augustus 1838. Het eerste stationsgebouw werd gebouwd in 1840-1844 en later herbouwd tussen 1879 en 1882 naar plannen van architect Félix Laureys, die samen met Jean-Josephe Naert eveneens het oude Oostendse casino (bouwjaar 1875-1877) bouwde. Dit station liep tijdens de Tweede Wereldoorlog zeer zware oorlogsschade op en werd uiteindelijk, in 1956, gesloopt teneinde de Leopold III-laan te verbreden.

### Thalys
Tussen 14 december 1997 en 31 maart 2015 was er een dagelijkse Thalysverbinding tussen Oostende en Brussel - Parijs. Oostende kreeg de Thalysverbinding omdat er in Wallonië ook één werd ingevoerd; een voorbeeld van Belgische wafelijzerpolitiek. In 2015 is die verbinding afgeschaft. Er werden veel te weinig passagiers vervoerd, waardoor de verliezen groot waren. Aangezien deze Thalys kort na de gewone IC naar Brussel vertrok, was de overstaptijd voor reizigers naar Parijs miniem.

### Renovatie
In 2012 is een groot renovatieproject, "station aan zee", gestart, die de stationsomgeving heeft vernieuwd. Ook het naastliggende tram- en busstation is heraangelegd. De kleurrijke luifel van het station is ontwerpen door het Frans-Oostenrijkse bureau Dietmar Feichtinger Architectes.

## Treindienst
| Serie       | Treinsoort            | Route | Bijzonderheden                                                              |
| ----------- | --------------------- | --- | --------------------------------------------------------------------------- |
| IC 01       | Intercity (NMBS)      | Eupen – Luik-Guillemins – Brussel-Zuid – Gent-Sint-Pieters – Brugge – Oostende                                              |                                                                             |
| IC 02       | Intercity (NMBS)      | Oostende – Gent-Sint-Pieters – Antwerpen-Centraal                                                                           |                                                                             |
| IC 12       | Intercity (NMBS)      | [ Oostende – Brugge – ] Kortrijk – Gent-Sint-Pieters – Brussel-Zuid – Luik-Guillemins – Welkenraedt                         | Rijdt alleen op werkdagen. Eerste en laatste ritten van/naar Oostende.      |
| IC 23       | Intercity (NMBS)      | Brussels Airport-Zaventem – Brussel-Zuid – Kortrijk – Brugge – Oostende                                                     | Stopt in het weekend bijkomend in Munkzwalm.                                |
| IC 32       | Intercity (NMBS)      | [ Oostende – ] Brugge – Lichtervelde – Kortrijk                                                                             | Tijdens de spits van/naar Oostende.                                         |
| P 7000/8000 | Piekuurtrein (NMBS)   | [ Oostende – Brugge – ] / [ De Panne – ] / [ Poperinge – Ieper – Kortrijk – ] Gent-Sint-Pieters – Brussel-Zuid – Schaarbeek | Twee treinen per dag per richting. Een trein op zondagavond vanaf De Panne. |
| ICT 6800    | Toeristentrein (NMBS) | Tongeren – Hasselt – Brussel-Zuid – Gent-Sint-Pieters – Brugge – Oostende                                                   | Rijdt in juli en augustus.                                                  |

## Reizigerstellingen
De grafiek en tabel geven het gemiddeld aantal instappende reizigers weer op een week-, zater- en zondag.
| Tabel: aantal instappende reizigers station Oostende | Tabel: aantal instappende reizigers station Oostende | Tabel: aantal instappende reizigers station Oostende | Tabel: aantal instappende reizigers station Oostende |
|                                                      | Weekdag                                              | Zaterdag                                             | Zondag                                               |
| ---------------------------------------------------- | ---------------------------------------------------- | ---------------------------------------------------- | ---------------------------------------------------- |
| 1977                                                 | 8 150                                                | 5 115                                                | 7 549                                                |
| 1978                                                 | 8 728                                                | 5 842                                                | 7 612                                                |
| 1979                                                 | 8 631                                                | 5 424                                                | 7 741                                                |
| 1980                                                 | 8 900                                                | 5 987                                                | 7 121                                                |
| 1981                                                 | 9 000                                                | 5 832                                                | 7 680                                                |
| 1982                                                 | 7 132                                                | 5 502                                                | 7 414                                                |
| 1983                                                 | 6 779                                                | 4 366                                                | 7 000                                                |
| 1984                                                 | 6 782                                                | 4 522                                                | 4 973                                                |
| 1985                                                 | 6 940                                                | 4 686                                                | 5 791                                                |
| 1986                                                 | 5 824                                                | 4 309                                                | 4 398                                                |
| 1987                                                 | 6 169                                                | 3 793                                                | 4 981                                                |
| 1988                                                 | 5 143                                                | 3 603                                                | 4 452                                                |
| 1989                                                 | 6 125                                                | 4 020                                                | 6 034                                                |
| 1990                                                 | 5 492                                                | 4 122                                                | 4 555                                                |
| 1991                                                 | 5 522                                                | 4 017                                                | 5 044                                                |
| 1992                                                 | 5 816                                                | 4 020                                                | 5 262                                                |
| 1993                                                 | 6 017                                                | 3 806                                                | 5 777                                                |
| 1994                                                 | 6 269                                                | 4 123                                                | 4 437                                                |
| 1995                                                 | 5 601                                                | 4 310                                                | 6 422                                                |
| 1996                                                 | 5 024                                                | 3 885                                                | 4 608                                                |
| 1997                                                 | 5 463                                                | 4 459                                                | 6 078                                                |
| 1998                                                 | 6 393                                                | 5 358                                                | 6 459                                                |
| 1999                                                 | 5 367                                                | 3 772                                                | 5 515                                                |
| 2000                                                 | 6 017                                                | 4 533                                                | 6 534                                                |
| 2001                                                 | 5 037                                                | 3 741                                                | 4 979                                                |
| 2002                                                 | 5 856                                                | 3 948                                                | 5 326                                                |
| 2003                                                 | 5 732                                                | 4 899                                                | 6 936                                                |
| 2004                                                 | 6 625                                                | 5 510                                                | 5 776                                                |
| 2005                                                 | 8 802                                                | 7 190                                                | 8 854                                                |
| 2006                                                 | 7 518                                                | 5 863                                                | 5 828                                                |
| 2007                                                 | 7 392                                                | 6 587                                                | 7 706                                                |
| 2008                                                 | -                                                    | -                                                    | -                                                    |
| 2009                                                 | 5 338                                                | 3 028                                                | 3 107                                                |
| 2010                                                 | -                                                    | -                                                    | -                                                    |
| 2011                                                 | -                                                    | -                                                    | -                                                    |
| 2012                                                 | 6 511                                                | 4 487                                                | 5 172                                                |
| 2013                                                 | 7 065                                                | 5 118                                                | 5 922                                                |
| 2014                                                 | 6 939                                                | 5 089                                                | 7 378                                                |
| 2015                                                 | 7 330                                                | 5 276                                                | 5 796                                                |
| 2016                                                 | 7 050                                                | 5 602                                                | 6 691                                                |
| 2017                                                 | 7 572                                                | 6 157                                                | 7 668                                                |
| 2018                                                 | 6 742                                                | 6 831                                                | 6 710                                                |
| 2019                                                 | 7 017                                                | 6 642                                                | 6 304                                                |
| 2020                                                 | 4 409                                                | 3 593                                                | 3 701                                                |
| 2021                                                 | -                                                    | -                                                    | -                                                    |
| 2022                                                 | 6 648                                                | 4 745                                                | 5 550                                                |
| 2023                                                 | 6 652                                                | 5 070                                                | 6 126                                                |
| 2024                                                 | 6 455                                                | 5 500                                                | 6 447                                                |

## Aansluitend openbaar vervoer

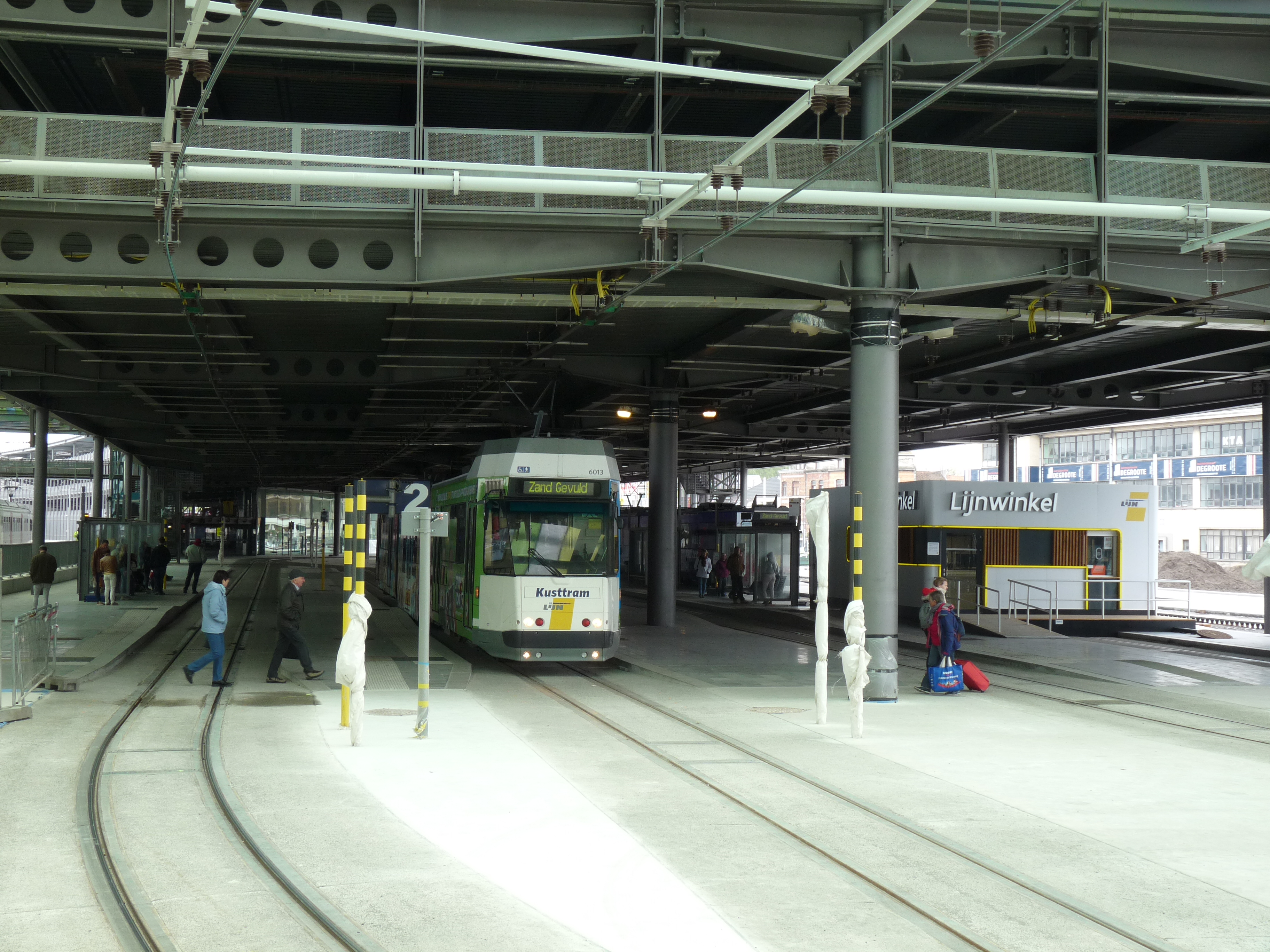
Kusttram op het tramstation van Oostende.

### Veerboten
Aan de zeekade bevonden zich de vroegere inschepingsfaciliteiten (grensformaliteiten en incheck) van de Regie voor Maritiem Transport. Later werden deze faciliteiten hergebruikt voor fastferries. De inmiddels stopgezette veerbootdiensten vanaf Oostende naar Engeland (Oostende-Doverlijn, Folkestone en later Ramsgate) waren vanaf dan niet meer toegankelijk voor voetpassagiers (dus ook treinreizigers). Deze vroegere faciliteiten zijn afgebroken in het kader van de renovatie van het station.

### Tram en bus
Naast het station is ook een busstation en een station van de Kusttram. Deze verbindt alle badplaatsen tussen Knokke en De Panne en is de langste tramlijn ter wereld. Aangezien Oostende centraal gelegen ligt op deze lijn, zijn er ook extra piekuurdiensten voorzien. Voornamelijk tussen Oostende en Westende-Bad, waar een keerlus aanwezig is. Het is pas sinds 1954 dat de Kusttram aan dit treinstation komt; daarvoor kwam de tram wel bij station Stad. Voor deze wijziging werd de Goede Windhelling aangelegd. Het eerste tramstation hier deed dienst tot 1988, en het tweede tot 2019. Het nieuwe tramstation is opgeschoven en in het treinstation geïntegreerd.

## Galerij

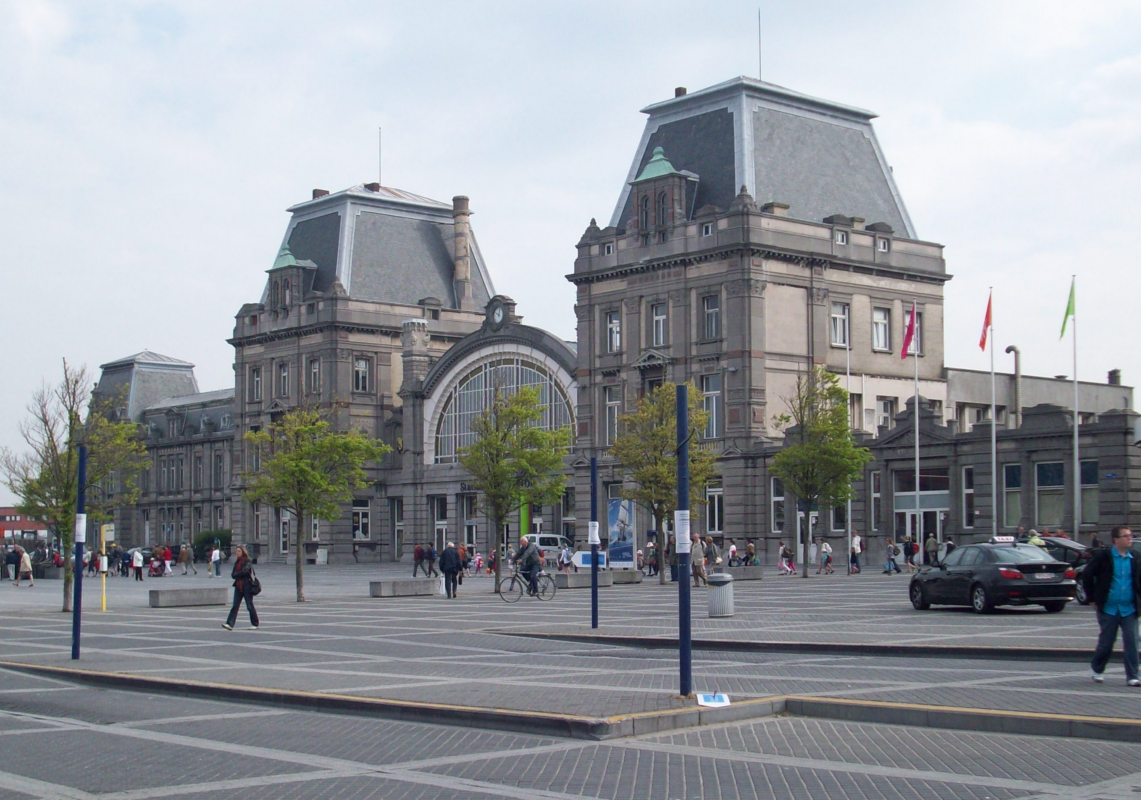
Stationsgebouw
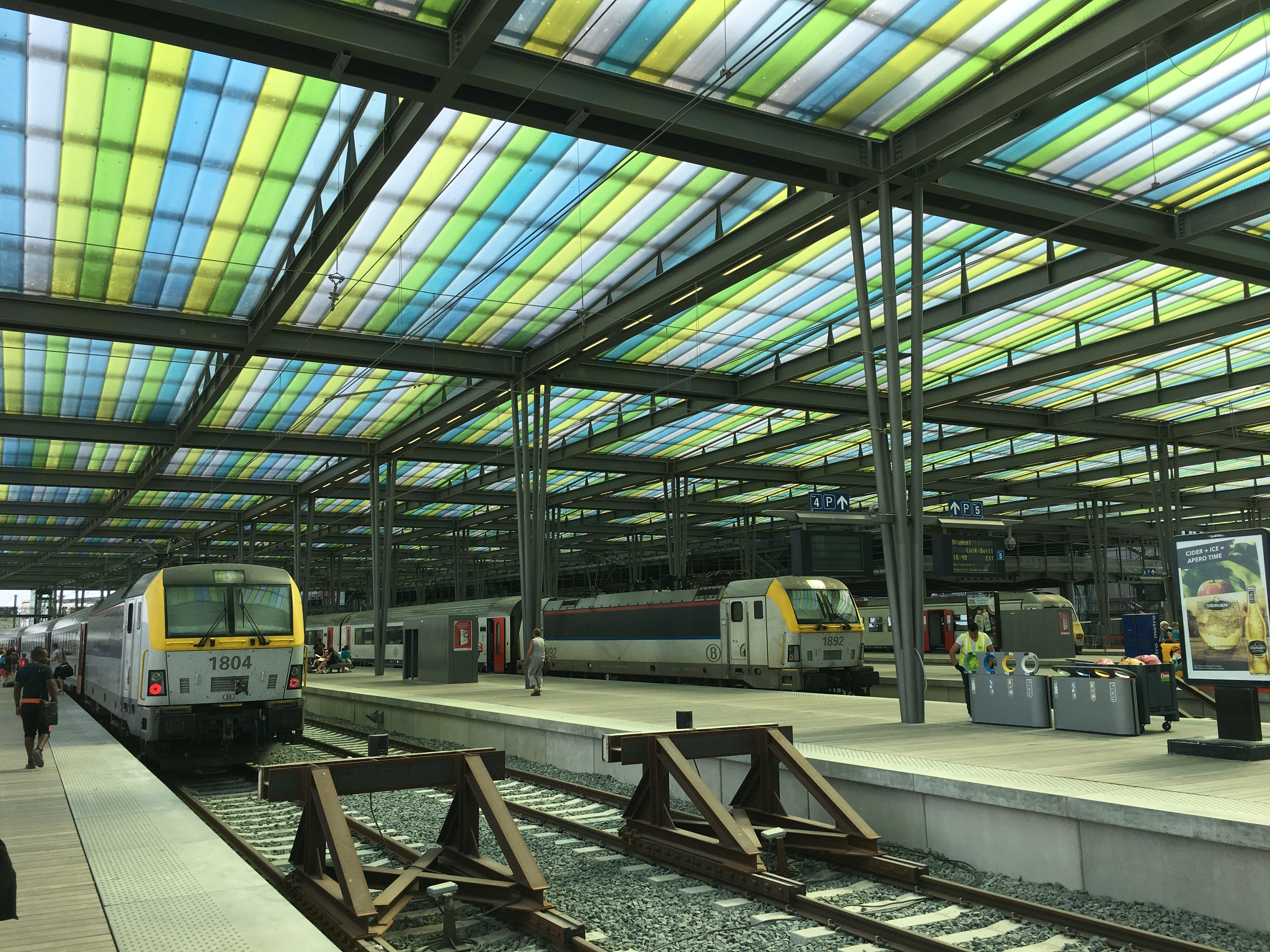
Zicht op de perrons
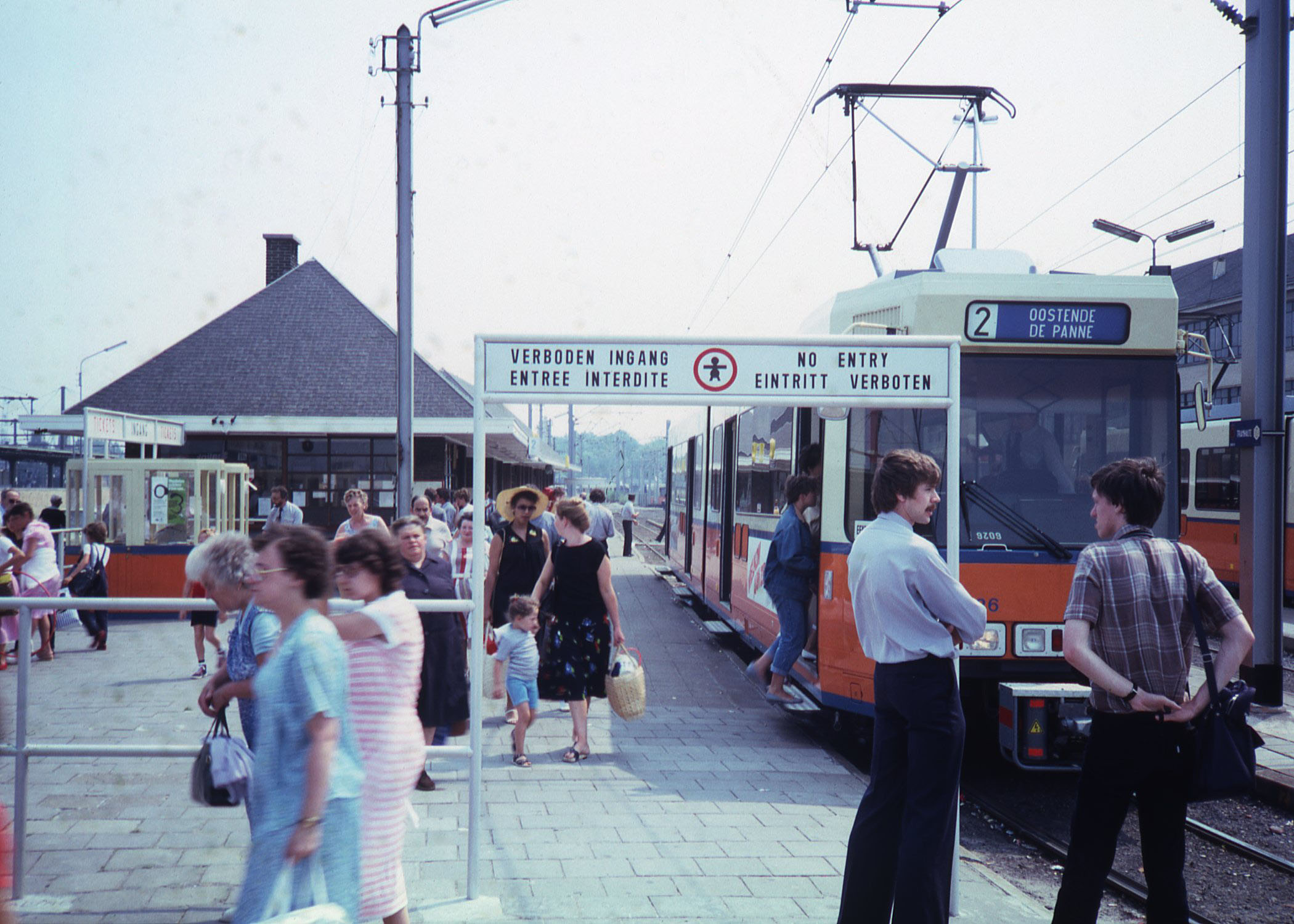
Voormalig tramstation (1) van Oostende
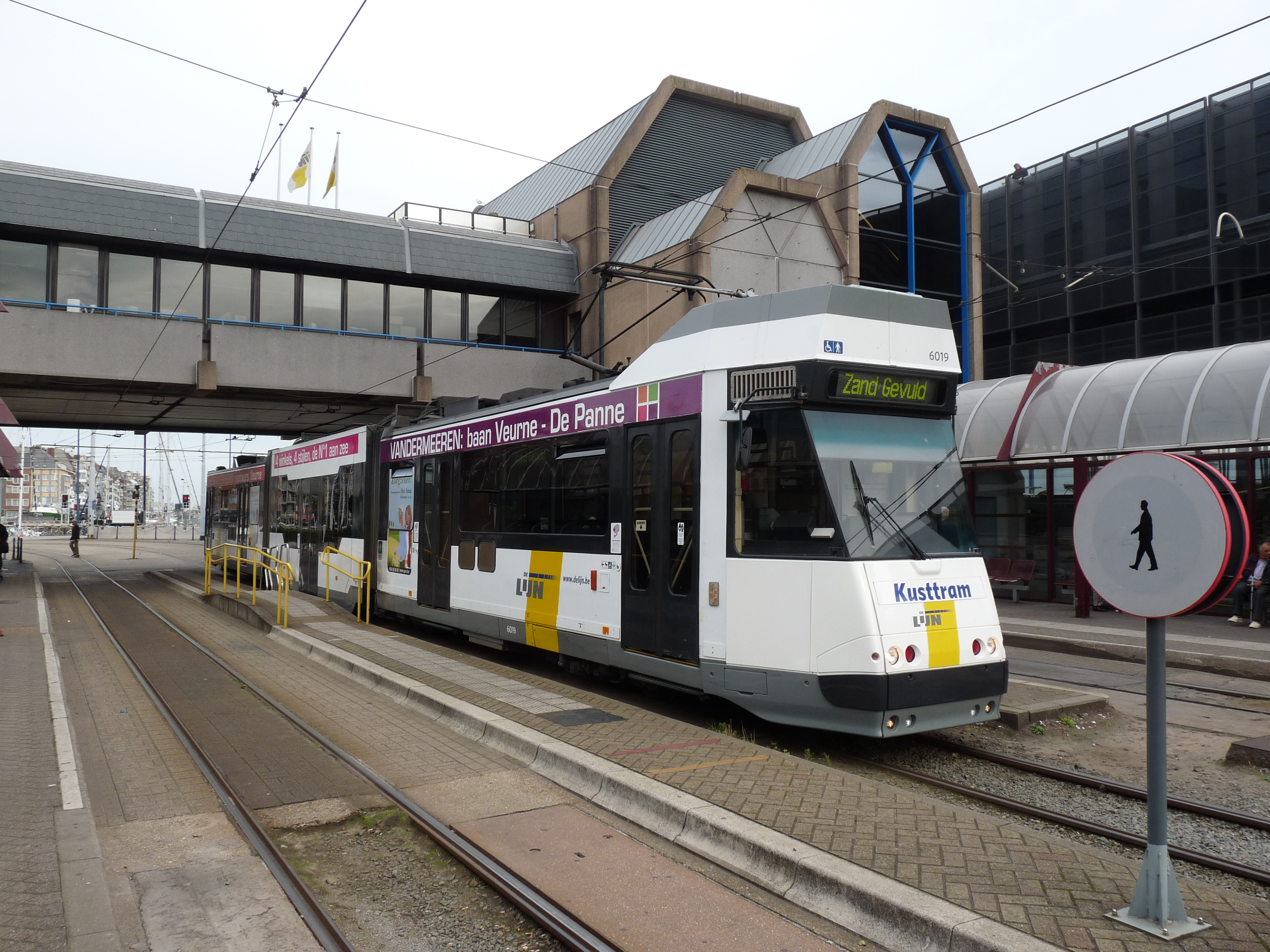
Voormalig tramstation (2) van Oostende
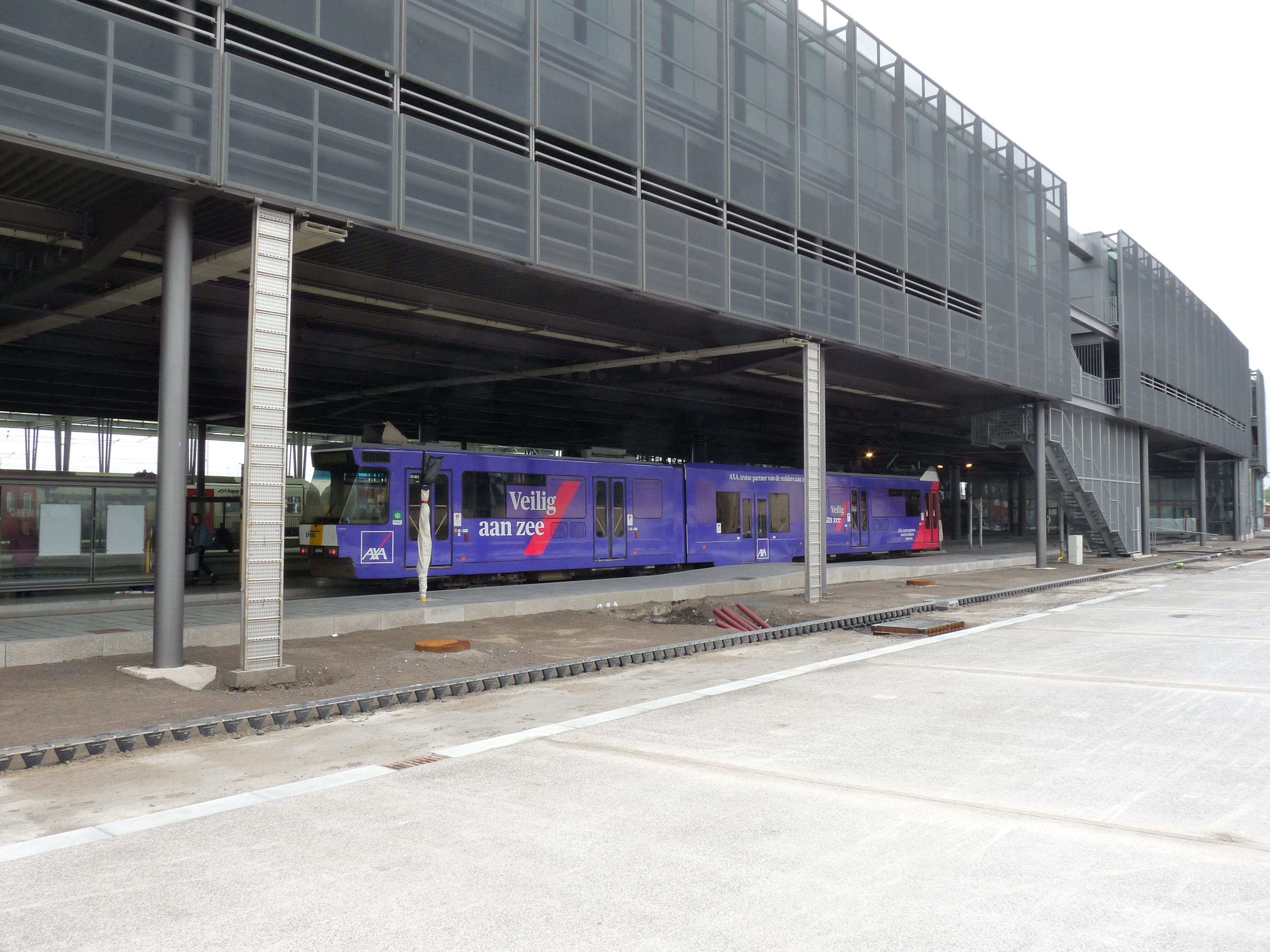
Tramstation (3) van Oostende

3,8: Brussel-Zuid ·
7,8: Anderlecht ·
52,1: Gent-Sint-Pieters ·
56,1: Drongen ·
58,8: Halewijn ·
61,9: Landegem ·
64,9: Hansbeke ·
68,5: Bellem ·
71,5: Aalter ·
76,1: Maria-Aalter ·
80,7: Beernem ·
86,5: Oostkamp ·
92,2: Brugge ·
98,9: Varsenare ·
101,8: Jabbeke ·
108,0: Oudenburg ·
109,9: Zandvoorde ·
114,3: Oostende
0: Oostende ·
0: Oostende-Stad ·
1,9: Stene ·
5,9: Snaaskerke ·
8,9: Gistel ·
11,6: Moere ·
13,8: Eernegem ·
16,7: Ichtegem ·
20,0: Wijnendale ·
24,4: Torhout